# Desmos polycarpus
Desmos polycarpus Jessup – gatunek rośliny z rodziny flaszowcowatych (Annonaceae Juss.). Występuje endemicznie w północno-wschodniej części Australii – w stanie Queensland. 

## Morfologia
PokrójZimozielone i zdrewniałe liany lub krzew o pnących pędach.
LiścieMają kształt od lancetowatego do odwrotnie jajowatego. Mierzą 7–17 cm długości oraz 2,5–5,5 cm szerokości. Nasada liścia jest od ostrokątnej do rozwartej. Blaszka liściowa jest całobrzega o ostrym wierzchołku. Ogonek liściowy jest nagi i dorasta do 5–7 mm długości.
KwiatyZebrane w pęczki, rozwijają się w kątach pędów. Działki kielicha mają owalny kształt i dorastają do 12–14 mm długości. Płatki mają kształt od owalnego do eliptycznego i osiągają do 37–48 mm długości. Kwiaty mają około 150 pręcików i 100 słupków.
OwoceTworzą owoc zbiorowy. Mają elipsoidalny kształt. Osiągają 35–50 mm długości.

## Biologia i ekologia
Rośnie w  zaroślach oraz częściowo zimozielonych lasach.